# Portland (Maine)
Pour les articles homonymes, voir Portland.
Portland, également appelée Portland du Maine, (pour éviter la confusion avec Portland, en Oregon) est une ville du nord-est des États-Unis, la plus peuplée de l'État du Maine et siège du comté de Cumberland. Sa population s'élevait à 66 194 habitants lors du recensement de 2010, et á 68 408 habitants lors du recensement de 2020. L'aire métropolitaine du Grand Portland abrite 519 900 habitants, soit plus d'un tiers de la population totale de l'État. Le nouveau port de la ville en pleine renaissance est devenu le deuxième port de la Nouvelle-Angleterre après celui de Boston.
C'est une ville historique, qui possède un vieux port et attire plus de 3 millions de touristes par an, ainsi que la capitale économique et culturelle du Maine. La ville de Portland, dans l'Oregon, tient son nom d'elle. 5 % de la population de la ville parle en seconde langue maternelle le français.

## Histoire
L'emplacement de Portland a été occupé par les Britanniques en 1632. Ce centre de pêche et de commerce portait alors le nom de Casco, changé en 1658 pour Falmouth lorsque la colonie de la baie du Massachusetts a pris le contrôle de la baie de Casco. La ville a été entièrement détruite en 1675 par les Amérindiens Wampanoag. Les Britanniques établirent un fort pour consolider leur position avec le fort Loyal.
En 1690, lors de la première guerre intercoloniale, les troupes de la Marine française avec le renfort de plusieurs ethnies amérindiennes alliées, attaquèrent victorieusement la colonie britannique lors de la bataille de Fort Loyal.
La colonie fut reconstruite au cours du XIXe siècle puis à nouveau détruite par les canons de la Royal Navy, la flotte britannique, lors de la guerre d'indépendance.
Après quoi, Falmouth devint un port commercial important et changea son nom en Portland en 1786, qui devint la capitale de l'État du Maine, avant que cette charge ne soit transférée à Augusta en 1832.
L'économie de Portland fut fortement affectée par l’Embargo Act de 1807 et la guerre anglo-américaine de 1812.
En 1866, un incendie se déclara à l'occasion de la commémoration du 4 juillet (Fête nationale du pays). Les dégâts furent considérables et 10 000 personnes se retrouvèrent privées de logis. La ville fut reconstruite en briques, avec de larges demeures de style victorien. La rue la plus réputée pour son architecture s'appelle Western Promenade.

## Évêché
- Diocèse de Portland
- Liste des évêques de Portland
- Cathédrale de l'Immaculée Conception de Portland

## Climat
| Mois                              | jan.  | fév.  | mars | avril | mai  | juin | jui. | août | sep. | oct. | nov.  | déc.  | année   |
| --------------------------------- | ----- | ----- | ---- | ----- | ---- | ---- | ---- | ---- | ---- | ---- | ----- | ----- | ------- |
| Température minimale moyenne (°C) | −11,4 | −10,3 | −4,2 | 1,2   | 6,3  | 11,2 | 14,6 | 13,9 | 9,4  | 3,5  | −0,9  | −7,9  | 2,1     |
| Température moyenne (°C)          | −6,2  | −4,8  | 0,6  | 6,3   | 11,8 | 16,9 | 20,3 | 19,6 | 15,1 | 9,2  | 3,7   | −3,1  | 7,4     |
| Température maximale moyenne (°C) | −0,9  | 0,6   | 5,2  | 11,3  | 17,3 | 22,6 | 26   | 25,2 | 20,7 | 14,8 | 8,3   | 1,7   | 12,7    |
| Précipitations (mm)               | 89,7  | 84,6  | 93,2 | 103,6 | 91,9 | 87,4 | 78,5 | 72,9 | 78,5 | 99,1 | 131,3 | 115,6 | 1 126,3 |

## Jumelages
- Arkhangelsk (Russie)
- Cap-Haïtien (Haïti)
- Mytilène (Grèce)
- Shinagawa (Japon)

## Galerie photographique

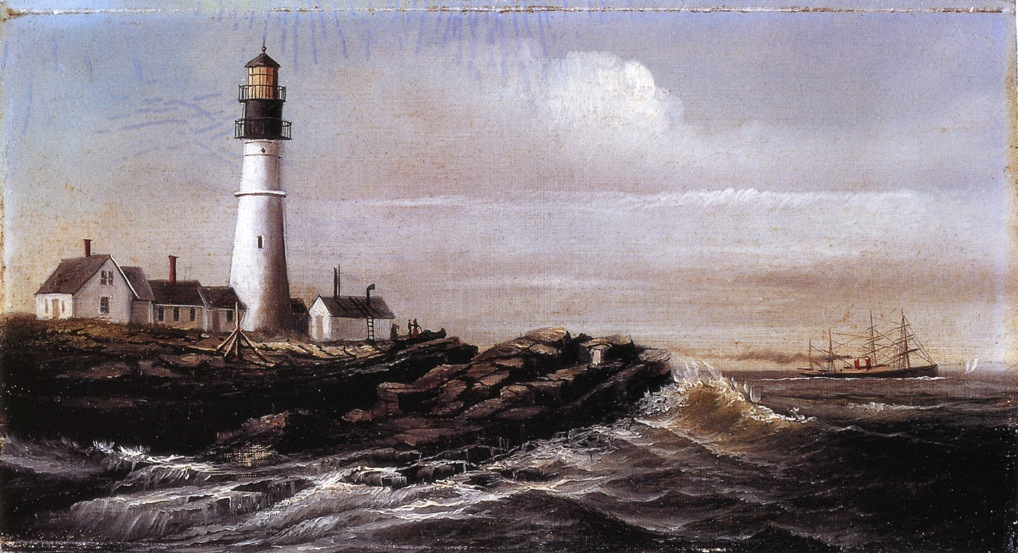
Le phare de Portland peint par William Aiken Walker (1839-1921).
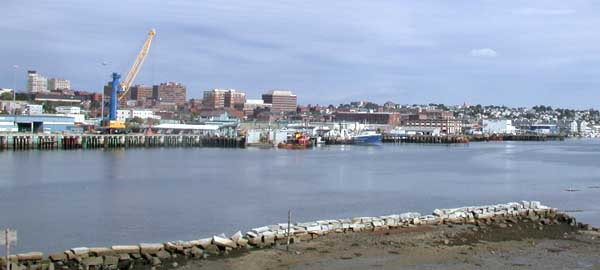
Le bord de mer.
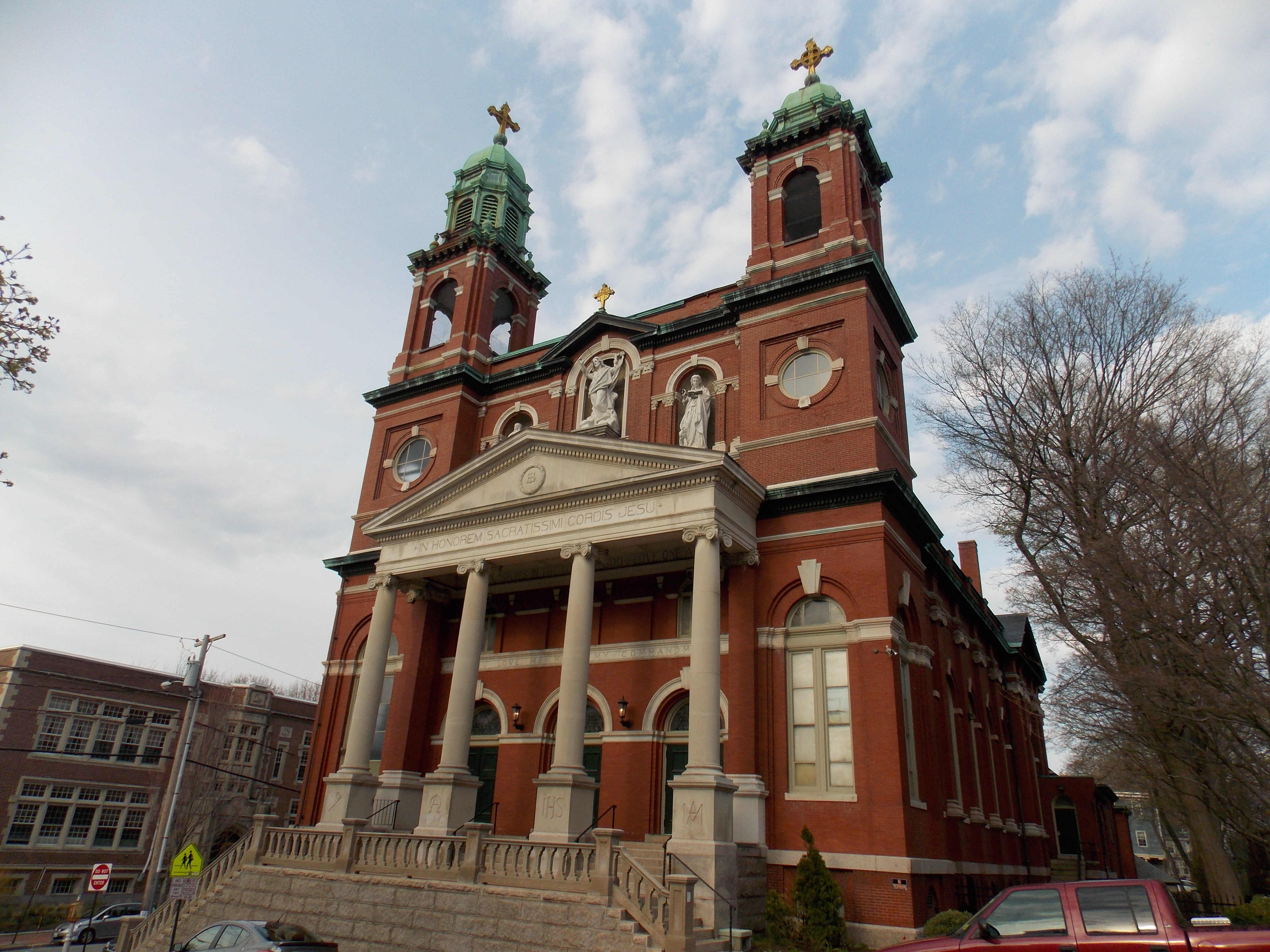
L'église du Sacré-Cœur.